# Quenten Martinus
Quenten Martinus (Willemstad, 7 maart 1991) is een Curaçaos-Nederlands voetballer die als aanvaller speelt.

## Loopbaan
Martinus werd in 2005 naar de jeugdopleiding van sc Heerenveen gehaald. Aan het begin van het seizoen 2009/2010 raakte de buitenspeler van de A1 echter geblesseerd aan zijn meniscus. In een poging bij een passeer-actie een uitgestoken been te ontwijken, verstapte het talent zich. Er bleek een operatie noodzakelijk, maar na enige tijd was er nog altijd geen sprake van verbetering. Toen de doktoren opnieuw naar het gewricht gekeken hadden, kwamen ze tot de conclusie dat er sprake was van beschadiging aan het kraakbeen. Martinus moest opnieuw onder het mes, een half jaar en twee operaties verder kon een lange periode van revalideren beginnen.
In november 2010 maakte Martinus als invaller zijn rentree in de uitwedstrijd van de beloften tegen Jong PSV. Binnen tien minuten zat de linksbuiten echter weer langs de kant met een hamstringblessure. Eind februari 2011 volgde een herkansing in de thuiswedstrijd tegen Jong De Graafschap. Deze keer bleef Martinus heel en wervelde hij bij tijd en wijle over het veld. Na enkele weken bij de hoofdmacht te hebben getraind volgde de ultieme beloning voor anderhalf jaar blessureleed. Op 15 mei 2011 liet trainer Ron Jans hem in de hoofdmacht debuteren in de laatste competitiewedstrijd van het seizoen. De buitenspeler maakte een kleine twintig minuten voor tijd in de uitwedstrijd tegen Roda JC Kerkrade zijn opwachting in het vlaggenschip van de Friezen.
In juni 2012 maakte sc Heerenveen kenbaar dat Martinus gedurende het seizoen 2012/13 op huurbasis zal uitkomen voor Sparta. Daar vertrok hij in februari 2013 om bij het Hongaarse Ferencvárosi TC te tekenen. In het seizoen 2013/14 speelde hij voor FC Emmen. Vanaf het seizoen 2014-2015 kwam hij in actie voor het Roemeense FC Botoșani. In maart 2016 werd Martinus verkocht aan het Japanse Yokohama F. Marinos. Vanaf januari 2018 speelt hij voor Urawa Red Diamonds. In januari 2021 ging Martinus naar Vegalta Sendai.
Martinus was Nederlands jeugdinternational. In 2014 debuteerde hij voor het Curaçaos voetbalelftal.

## Statistieken
| Seizoen | Club                | Competitie     | Competitie | Competitie | Beker | Beker | Play-offs | Play-offs | Overig | Overig | Totaal | Totaal |
| Seizoen | Club                | Competitie     | Wed.       | Dlp.       | Wed.  | Dlp.  | Wed.      | Dlp.      | Wed.   | Dlp.   | Wed.   | Dlp.   |
| ------- | ------------------- | -------------- | ---------- | ---------- | ----- | ----- | --------- | --------- | ------ | ------ | ------ | ------ |
| 2010/11 | sc Heerenveen       | Eredivisie     | 1          | 0          | 0     | 0     | -         | -         | -      | -      | 1      | 0      |
| 2011/12 | sc Heerenveen       | Eredivisie     | 6          | 0          | 2     | 1     | -         | -         | -      | -      | 8      | 1      |
| 2012/13 | → Sparta            | Eerste divisie | 15         | 1          | 0     | 0     | -         | -         | -      | -      | 15     | 1      |
| 2012/13 | Ferencvárosi TC     | Labdarúgó Liga | 7          | 0          | 2     | 0     | -         | -         | -      | -      | 9      | 0      |
| 2013/14 | FC Emmen            | Eerste divisie | 34         | 3          | 2     | 1     | -         | -         | -      | -      | 36     | 4      |
| 2014/15 | FC Botosani         | Liga 1         | 30         | 3          | 0     | 0     | -         | -         | -      | -      | 30     | 3      |
| 2015/16 | FC Botosani         | Liga 1         | 19         | 4          | 1     | 0     | 2         | 0         | 3      | 0      | 25     | 4      |
| 2015/16 | Yokohama F. Marinos | J1 League      | 24         | 4          | 11    | 0     | -         | -         | -      | -      | 35     | 4      |
| 2016/17 | Yokohama F. Marinos | J1 League      | 29         | 5          | 2     | 0     | -         | -         | -      | -      | 31     | 5      |
| 2017/18 | Urawa Red Diamonds  | J1 League      | 7          | 0          | 8     | 1     | -         | -         | -      | -      | 15     | 1      |
| Totaal  | Totaal              | Totaal         | 172        | 20         | 28    | 3     | 2         | 0         | 3      | 0      | 205    | 23     |

## Erelijst
Ferencvárosi
- Ligakupa: 2013

1 Room ·
2 Cuco Martina ·
3 Shermar Martina · 
4 Lachman · 
5 Carolina ·
6 Maria ·
7 Antonia ·
8 Bonevacia ·
9 Benschop ·
10 Bacuna ·
11 Nepomuceno ·
12 Carmelia ·
13 Gaari ·
14 Kastaneer ·
15 Shermaine Martina ·
16 Van Kessel ·
17 Constansia ·
18 Hooi ·
19 Arias ·
20 Vapor ·
21 Statie ·
22 Pieter · 
23 De la Paz · 
Coach: Bicentini